# Live... Gathered in Their Masses
Live... Gathered in Their Masses – album koncertowy zespołu Black Sabbath. Materiał został zarejestrowany podczas występów grupy w ramach trasy promującej album 13 w Melbourne w Australii 29 kwietnia i 1 maja 2013 roku. Wydany w formacie CD, DVD, oraz Blu-ray. Wydawnictwo ukazało się także w specjalnej edycji Deluxe.
Zamieszczony w tytule wers „...Gathered in Their Masses” pochodzi z utworu „War Pigs”.
Nagrania w Polsce uzyskały certyfikat złotej płyty DVD.

## Lista utworów
DVD/Blu-ray
1. „War Pigs” – 8:33
2. „Into The Void” – 6:46
3. „Loner” – 5:58
4. „Snowblind” – 7:14
5. „Black Sabbath” – 7:44
6. „Behind the Wall of Sleep” – 3:32
7. „N.I.B.” – 6:19
8. „Methademic” – 5:21
9. „Fairies Wear Boots” – 6:34
10. „Symptom of the Universe” / Drum Solo – 7:52
11. „Iron Man” – 7:41
12. „End of the Beginning” – 8:36
13. „Children of the Grave” – 6:29
14. „God Is Dead?” – 8:52
15. „Sabbath Bloody Sabbath” / „Paranoid” – 7:02

CD
1. „War Pigs” – 8:12
2. „Loner” – 4:58
3. „Black Sabbath” – 7:56
4. „Methademic” – 5:15
5. „N.I.B.” – 6:11
6. „Iron Man” – 7:35
7. „End of the Beginning” – 8:09
8. „Fairies Wear Boots” – 6:59
9. „God Is Dead?” – 9:00
10. „Sabbath Bloody Sabbath” / „Paranoid” – 5:04

Deluxe Box Set Bonus DVD/Blu-ray
1. „Under the Sun” – 4:28
2. „Dirty Women” – 7:19
3. „Electric Funeral” – 5:27
4. Wywiad z Black Sabbath – 15:10
5. Materiał zza kulis – 8:31

## Twórcy
Black Sabbath
- Tony Iommi – gitara
- Ozzy Osbourne – wokal
- Geezer Butler – gitara basowa

Muzycy koncertowi
- Tommy Clufetos – perkusja
- Adam Wakeman – instrumenty klawiszowe